# Ontology Inference Layer
L'Ontology Inference Layer (OIL) è una tipologia di ontologia informatica per il web semantico. È basata sulla rappresentazione e l'inferenza che unisce i linguaggi di frame description con la semantica formale e le abilità inferenziali permesse dalla DL (description logic).
OIL venne sviluppato da Dieter Fense, Frank van Harmelen (Vrije Universiteit) e Ian Horrocks (Università di Manchester) come parte del progetto IST "OntoKnowledge".
Gran parte del lavoro fu successivamente incorporato nello sviluppo di DAML+OIL e Web Ontology Language (OWL).